# Garlieb Merkel
Garlieb Helwig Merkel (Lēdurga, Livonia, hoy Letonia, 21 de octubre de 1769 - Depkinshof, cerca de Riga, 27 de abril de 1850) fue un publicista y escritor alemán del Báltico.

## Biografía
Su padre, a causa de su actitud ilustrada, perdió su posición de pastor rural y murió joven. Como consecuencia, Merkel fue autodidacta. Trabajó inicialmente de profesor particular en las propiedades de la nobleza báltica. Confrontado pronto con la miseria de la población rural, escribió el libro Die Letten, vorzüglich in Liefland, am Ende des philosophischen Jahrhunderts (Los letones, principalmente de Livonia, a finales del siglo filosófico), publicado en 1796 en Leipzig. Este libro es considerado una de las bases de la historiografía estonia y letona.
A partir de 1796 estudió en Leipzig y en Jena y hacia 1797 se desplazó a Weimar. Más tarde se trasladaría a Fráncfort del Óder, donde hizo su doctorado. De 1799 a 1806 vivió en Berlín, donde, junto con August von Kotzebue, editó Der Freimüthige, hasta que poco después a causa de una discusión con von Kotzebue, se convirtió en el autor principal. Tuvo que abandonar Berlín a causa de la ocupación napoleónica. Se fue a Riga, desde donde continuó la edición de sus escritos antinapoleónicos.
En contra de la Restauración, que tras las Guerras napoleónicas ahogó todos los atisbos democráticos, escribió Über Deutschland, wie ich es nach einer zehnjährigen Entfernung wiederfand (Sobre Alemania, como la encontré de nuevo tras una ausenca de diez años), que sólo pudo editar como libro en 1818 en Riga, ya que fue prohibido en Alemania. En 1838 abandonó toda actividad periodística a causa de sus problemas con la censura.